# Federico Bicelli
Federico Bicelli (Brescia, 5 febbraio 1999) è un nuotatore italiano, campione paralimpico e mondiale di nuoto nei 400 m stile libero e due volte campione europeo nei 100 m stile libero.

## Carriera
Nato a Brescia, è affetto da una lesione del midollo spinale, chiamata spina bifida, motivo per cui si è avvicinato al nuoto fin dalla tenera età. Si è diplomato nel 2017 all'istituto tecnico commerciale Abba Ballini e frequenta la facoltà di ingegneria informatica a Brescia. Si avvicina al nuoto paralimpico nel 2009, con la Polisportiva Bresciana No Frontiere. È specializzato nei 50 m, nei 100 m e nei 400 m stile libero.
Nel 2017 partecipa ai campionati europei giovanili a Genova, aggiudicandosi una medaglia d'oro nei 100 metri dorso, una medaglia d'argento nei 400 metri stile libero e una medaglia di bronzo nei 100 metri stile libero. Nel 2018 prende parte invece al campionato europeo a Dublino, da dove torna con due medaglie d'oro (nei 100 m stile libero e nella staffetta 4x100 m mista 34 punti), una medaglia d'argento nei 100 m dorso ed una medaglia di bronzo nei 50 stile libero.
Nel 2019 vince una medaglia d'oro nei 100 metri stile libero al Trofeo Settecolli a Roma e partecipa al campionato mondiale di Londra, vincendo una medaglia d'argento nella staffetta 4x100 metri mista 34 punti.⠀⠀⠀
Nel dicembre 2020, dopo un anno povero di appuntamenti a causa della pandemia di COVID-19, sigla un nuovo primato italiano assoluto nei 400 metri stile libero. Ad inizio 2021, nelle prime gare a Brescia presso la piscina Lamarmora, sigla due nuovi primati italiani assoluti, entrambi in vasca corta, rispettivamente nei 400 metri stile libero e nei 100 metri stile libero; per quest'ultimo ottiene anche il nuovo primato mondiale (ufficioso, tuttavia, per mancanza di omologazione Paraswimming).
Dal 16 al 22 maggio 2021 partecipa agli europei a Funchal, dove ottiene tre medaglie d'oro e tre d'argento: a livello individuale si conferma campione europeo sui 100 metri stile libero con il tempo di 1'01"04, migliorando il record italiano che già gli apparteneva, e due argenti, nei 400 metri stile libero (anche qui migliorando record nazionale, già da lui detenuto) e nei 100 metri dorso.. A livello di staffetta conquista l'oro nella 4x50 misti mista 20 punti (composta, oltre che da lui, da Efrem Morelli, Giulia Terzi e Arjola Trimi), nella 4x50 metri stile libero mista (con Francesco Bocciardo, Monica Boggioni, Arjola Trimi) e l'argento nella 4x100 metri mista 34 punti, con Stefano Raimondi, Simone Barlaam e Federico Morlacchi.
Sempre nel 2021 viene convocato per i XVI Giochi paralimpici estivi di Tokyo, che si svolgono dal 24 agosto al 5 settembre 2021, vincendo la medaglia di bronzo nella staffetta 4x100 metri mista maschile 34 punti (pur disputando solamente la batteria) e conquistando le finali nei 50 metri stile libero, nei 400 metri stile libero (dove migliora ulteriormente il suo record italiano abbassandolo a 4'43"67) e nei 100 metri dorso.
Il 28 novembre, durante i campionati nazionali in vasca corta di Riccione, stabilisce ufficialmente il record mondiale dei 100 metri stile libero con il crono di 1'00"14.. Durante la tappa delle World Series 2022 di Lignano Sabbiadoro stabilisce un tris di record italiani sui 50, 100 e 400 metri stile libero. Ai mondiali di Funchal dello stesso anno vince quattro medaglie d'argento (100 metri e 400 metri stile libero, 100 metri dorso e staffetta 4x50 metri misti mista, disputando la batteria di qualificazione) e un bronzo nei 50 metri stile libero.
Il 13 novembre 2022 stabilisce, durante il meeting di Lodi, il record mondiale in vasca corta sui 200 metri stile libero, migliorando di quasi 5 secondi il precedente primato di David Roberts e fermando il cronometro a 2'11"99; inoltre Il 26 novembre 2022, durante la quarta edizione dei campionati italiani in vasca corta di Fabriano, fa suo anche il record iridato sui 50 dorso in 33"52 L'11 maggio 2023, durante la tappa delle World Series di Berlino, fa suo anche il record mondiale dei 200 metri stile libero in vasca lunga, con il crono di 2'12"36.
Sempre nello stesso mese viene convocato per i mondiali 2023 di Manchester, dove vince l'oro nei 400 metri stile libero (primo titolo iridato individuale) e nella staffetta 4x100 m stile libero (insieme a Simone Barlaam, Alessia Scortechini e Xenia Francesca Palazzo). Inoltre ottiene la medaglia d'argento nei 100 metri stile libero e nella staffetta 4x100 m mista 34 punti (insieme a Stefano Raimondi, Alessia Scortechini e Xenia Francesca Palazzo) e il bronzo nei 100 metri dorso. 
Nel 2024 partecipa ai campionati europei di Funchal, chiusi con un oro, due argenti ed un bronzo. Durante le Paralimpiadi di Parigi dello stesso anno sale per la prima volta sul gradino più alto del podio a livello paralimpico, vincendo i 400 metri stile libero S7, e conquista il bronzo nei 100 metri dorso.

## Palmarès
Categorie S7, SB6, SM7
| Campionati europei IPC      | 100 m dorso S7  | 50 m farfalla S7 | 50 m stile libero S7 | 100 m stile libero S7 | 400 m stile libero S7 | 4x50 m mista mixed 20 pts | 4x50 m stile libero mixed 20 pts | 4x100 m mista maschile 34 pts | 4x100 m mista mixed 34 pts | 4x100 m stile libero mixed 34 pts |
| 2018 Dublino Irlanda        | Argento 1'12"63 | ---              | Bronzo 29"18         | Oro 1'02"45           | 5° 4'55"92            | ---                       | ---                              | Oro 4'13"79                   | ---                        | ---                               |
| 2020+1 Funchal Portogallo   | Argento 1'11"66 | 5° 34"04         | 4° 28"68             | Oro 1'01"04           | Argento 4'44"90       | Oro 2'39"61               | Oro 2'22"99                      | Argento 4'11"54               | ---                        | ---                               |
| 2024 Funchal Portogallo     | ---             | ---              | ---                  | Bronzo 1'00"69        | Argento 4'37"44       | ---                       | ---                              | ---                           | Argento 4'30"59            | Oro 4'02"95                       |
| Campionati mondiali WPS     | 100 m dorso S7  | 50 m farfalla S7 | 50 m stile libero S7 | 100 m stile libero S7 | 400 m stile libero S7 | 4x50 m mista mixed 20 pts | 4x50 m stile libero mixed 20 pts | 4x100 m mista maschile 34 pts | 4x100 m mista mixed 34 pts | 4x100 m stile libero mixed 34 pts |
| 2019 Londra Regno Unito     | 7° 1'14"83      | 8° 33"65         | 7° 29"13             | 4° 1'02"16            | 4° 4'46"48            | ---                       | ---                              | Argento 4'10"26               | ---                        | ---                               |
| 2022 Funchal Portogallo     | Argento 1'12"06 | ---              | Bronzo 28"65         | Argento 1'01"13       | Argento 4'43"14       | Argento 2'42"66           | ---                              | ---                           | ---                        | ---                               |
| 2023 Manchester Regno Unito | Bronzo 1'12"08  | ---              | 4° 28"62             | Argento 1'00"62       | Oro 4'40"55           | 5° 2'51"14                | ---                              | ---                           | Argento 4'34"45            | Oro 4'03"25                       |
| Paralimpiadi                | 100 m dorso S7  | 50 m farfalla S7 | 50 m stile libero S7 | 100 m stile libero S8 | 400 m stile libero S7 | 4x50 m mista mixed 20 pts | 4x50 m stile libero mixed 20 pts | 4x100 m mista maschile 34 pts | 4x100 m mista mixed 34 pts | 4x100 m stile libero mixed 34 pts |
| 2020+1 Tokyo Giappone       | 6° 1'12"25      | ---              | 8° 28"77             | 11° 1'01"37           | 5° 4'43"67            | ---                       | ---                              | Bronzo 4'11"20                | ---                        | ---                               |
| 2024 Parigi Francia         | Bronzo 1'12"23  | ---              | 5° 28"53             | ---                   | Oro 4'38"70           | ---                       | ---                              | 5° 4'32"82                    | ---                        | ---                               |